# Pseudorabdion sarasinorum
Pseudorabdion sarasinorum là một loài rắn trong họ Rắn nước. Loài này được Müller mô tả khoa học đầu tiên năm 1895.